# بوري (أسطورة نوردية)

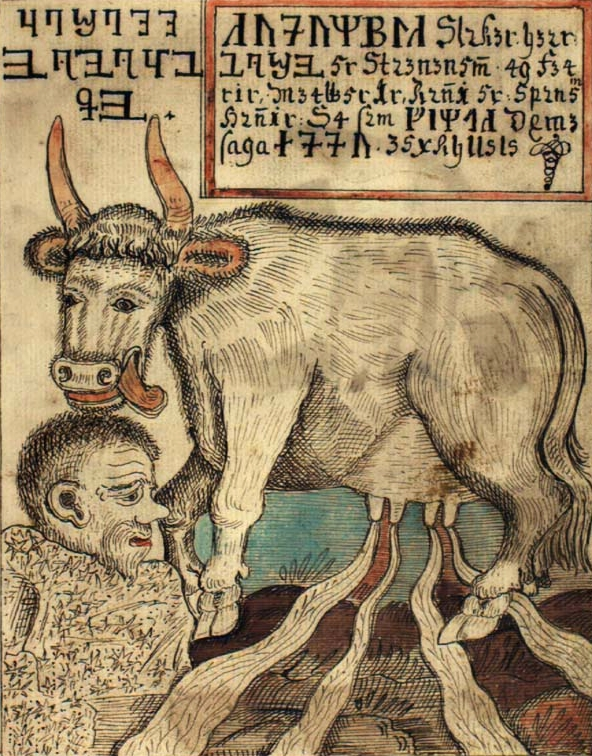
البقرة أويثمبلا تلعق اللَوح الجليدي المالح حتى تشكَّل الإله بوري. الرسم تخيلي ويروي جانباً من هذه الأسطورة النوردية القديمة مأخوذة عن مخطوطة تاريخية آيسلندية تعود للقرن الثامن عشر.

بوري (Búri أو Buri) هو الإله الأول في الميثولوجيا النوردية، وهو والد الإله بور وجد الإله أودين والإلهين ڤيلي وڤي وهما أبناء بستلا، ابنة عملاق الجليد بولثورن وبور الذي يكون ابن بوري. كان قد تشكَّل بوري بعد أن لعقت البقرة أويثمبلا جليد كيننكاكاب المالح إبَّان زمن يمير. المصدر الوحيد الموجود مصدر لهذه الأسطورة هو نثرية إدا الذي جمَّعها الباحث الآيسلندي سنوري سترلسون.
| «لعقت ألواح الجليد التي كانت مالحة وفي اليوم الأول التي لعقت الألواح، وهناك خرج في المساء شعر امرِئ من الألواح، ورأس امرِئ في اليوم الثاني، وكان هناك امرُؤٌ كاملٌ في اليوم الثالث. ويدعى بوري: وكان بهياً في المظهر وعظيماً وجَبّاراً. وكان له ابن يدعى بور.» |  | «Hon sleikti hrímsteinana er saltir váru. Ok hinn fyrsta <dag> er hon sleikti steina, kom ór steininum at kveldi manns hár, annan dag manns höfuð, þriðja dag var þar allr maðr. Sá er nefndr Búri. Hann var fagr álitum, mikill ok máttugr. Hann gat son þann er Borr hét.» |

ورد ذكر بوري في أشعار الإيدا، وأيضاً ورد ذكره مرة واحدة فقط في الأشعار السكالدية. يقتبس سنوري سترلسون البيت الشعري الآتي للشاعر ثورفالد السكالدي من القرن الثاني عشر في القسم الواقع تحت عنوان سكالدسكابرمل (لغة الشعر) من «نثرية إدا» أو «إدا النثرية»:
| الآن هاقد انتزعتُ أكثر ميد وريث بوري ابن بور [أودين] |  |  |  |  |  |  |  |  |  | Nú hefk mart í miði greipat burar Bors, Búra arfa. |

## اسم بوري

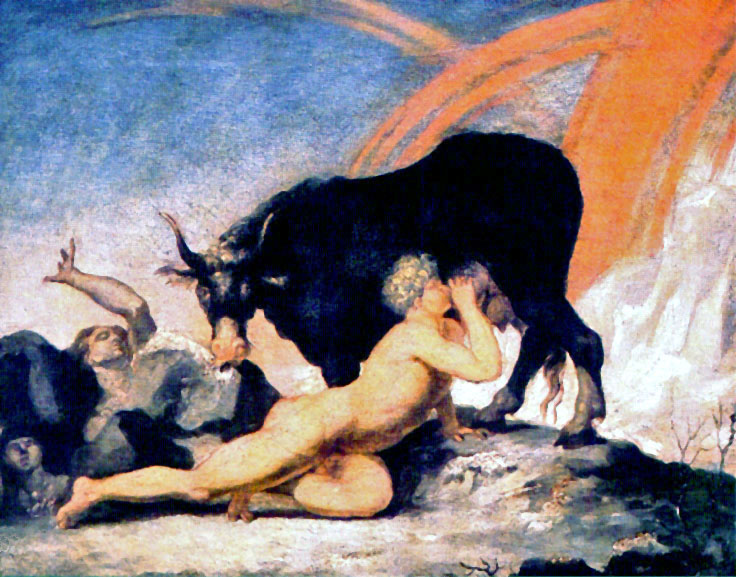
البقرة أويثمبلا تلعق بوري من لوح الجليد في هذه اللوحة العائدة للقرن الثامن عشر بريشة الرسام الدنماركي نيكولاي آبيلدغارد (1790)

إن مد أو إطالة الحرف الصائت بهذا الشكل ú في اسم «Búri» لم يُشار إليه إشارةً صريحةً في المخطوطات القديمة، ولكن يذهب الافتراض التقليدي للقول بأن هناك مدة طويلة في حرف على الشكل ú بسبب موقعها في الوزن الشعري الكامن عند دور ثورفالد، ومع ذلك فإن بنية الوزن الشعري للمعلى الشعري «fornyrðislag» ليست صارمة كفاية للخلوص إلى استنتاجات جازمة من موضع واحد لا غير، ولا سيما عند احتساب المخطوطات التقليدية والروايات الشفوية. ولهذا فإنه من الممكن جداً بأن يكون الشكل الأصلي للصائت دون مدة وإطالة بشكل الـu العادي أي حينها يُكتب اسمه «Buri».
من غير المعروف ما هو معنى «Búri» أو «Buri». ولكن ربما «Búri» قد تكون مرتبطة بكلمة «búr» والتي تعني بالعربية «حجرة التخزين»، أمَّا «Buri» فيمكن لها أن تكون مرتبطة بكلمة «burr» والتي تعني بالعربية «ابن». كما قد يقابل «Buri» بالعربية كلمة «منتج».

## وصلات خارجية
- مقتطفات مأخوذة عن مخطوطات تاريخية وكتب مطبوعة قديمة يظهر فيها بوري. (بالإنجليزية)